# Julio Gómez Pando
Julio Ramón Gómez Pando (Santander, Cantabria; 29 de diciembre de 1959), conocido como Julio Gómez, es un exboxeador español.

## Trayectoria
Julio Ramón debuta como boxeador en el año 1978, contra Francisco Rubio, combate que perdió por inferioridad. Después a lo largo de siete años, este buen púgil cántabro tuvo importantes éxitos. Disputó 126 combates, consiguiendo la medalla de bronce en la Boxam, de Santander. En 1981 logra las medallas de oro, en Turquía, y plata, en Italia y Grecia. En 1983 tiene un importante triunfo en Italia y el subcampeonato de España.
Fue en 1984 cuando definitivamente se consagró donde llegó a participar en los Juegos Olímpicos de Los Ángeles 1984. Consigue la medalla de oro en Atenas y en Francia, es el primer boxeador olímpico cántabro, y logra el Campeonato de España, siendo seleccionado en muchas ocasiones para el equipo nacional. Ha sido internacional 50 veces, y a lo largo de su historial solamente ha conocido 20 derrotas.